# Az Év Játékosa (CHL) díj

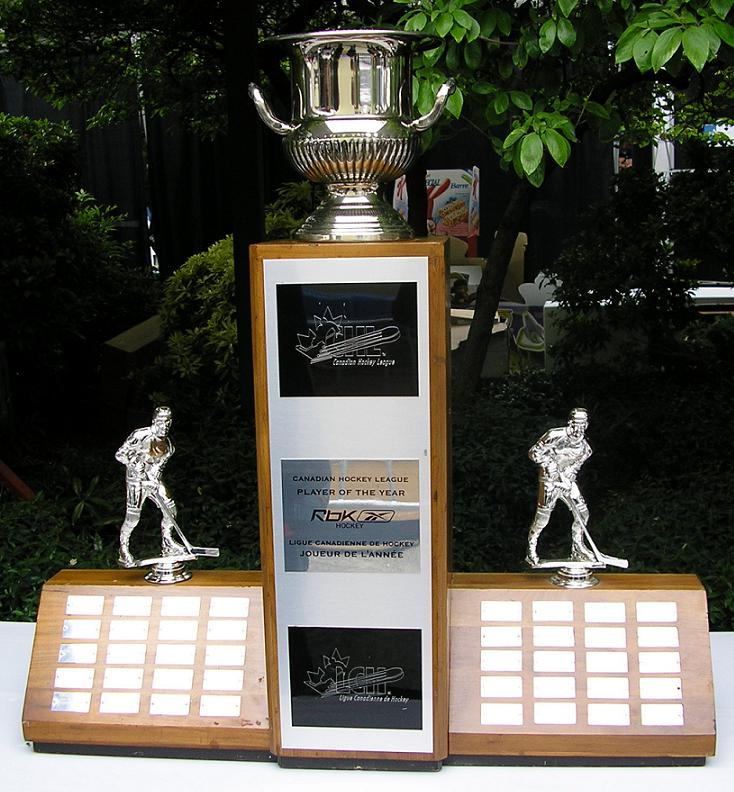
A trófea

Az év játékosa díjat azon három ifjú jégkorongozó között osztják ki, akik a Red Tilson-trófeát (Ontario Hockey League MVP), a Michel Brière-emlékkupát (Québec Major Junior Hockey League MVP) és a Four Broncos-emlékkupát (Western Hockey League MVP) elnyerték.

## A díjazottak
| Szezon    | Győztes              | Csapat                       | Liga  |
| --------- | -------------------- | ---------------------------- | ----- |
| 2021–2022 | Logan Stankoven      | Kamloops Blazers             | WHL   |
| 2019–2020 | Alexis Lafrenière    | Rimouski Océanic             | QMJHL |
| 2018–2019 | Alexis Lafrenière    | Rimouski Océanic             | QMJHL |
| 2017–2018 | Alex Barre-Boulet    | Blainville-Boisbriand Armada | QMJHL |
| 2016–2017 | Alex DeBrincat       | Erie Otters                  | OHL   |
| 2015–2016 | Mitchell Marner      | London Knights               | OHL   |
| 2014–2015 | Connor McDavid       | Erie Otters                  | OHL   |
| 2013–2014 | Anthony Mantha       | Val-d’Or Foreurs             | QMJHL |
| 2012–2013 | Jonathan Drouin      | Halifax Mooseheads           | QMJHL |
| 2011–2012 | Brendan Shinnimin    | Tri-City Americans           | WHL   |
| 2010–2011 | Ryan Ellis           | Windsor Spitfires            | OHL   |
| 2009–2010 | Jordan Eberle        | Regina Pats                  | WHL   |
| 2008–2009 | Cody Hodgson         | Brampton Battalion           | OHL   |
| 2007–2008 | Justin Azevedo       | Kitchener Rangers            | OHL   |
| 2006–2007 | John Tavares         | Oshawa Generals              | OHL   |
| 2005–2006 | Alekszandr Ragyulov  | Québec Remparts              | QMJHL |
| 2004–2005 | Sidney Crosby        | Rimouski Océanic             | QMJHL |
| 2003–2004 | Sidney Crosby        | Rimouski Océanic             | QMJHL |
| 2002–2003 | Corey Locke          | Ottawa 67’s                  | OHL   |
| 2001–2002 | Pierre-Marc Bouchard | Chicoutimi Saguenéens        | QMJHL |
| 2000–2001 | Simon Gamache        | Val-d’Or Foreurs             | QMJHL |
| 1999–2000 | Brad Richards        | Rimouski Océanic             | QMJHL |
| 1998–1999 | Brian Campbell       | Ottawa 67’s                  | OHL   |
| 1997–1998 | Szerhij Varlamov     | Swift Current Broncos        | WHL   |
| 1996–1997 | Alyn McCauley        | Ottawa 67’s                  | OHL   |
| 1995–1996 | Christian Dubé       | Sherbrooke Castors           | QMJHL |
| 1994–1995 | David Ling           | Kingston Frontenacs          | OHL   |
| 1993–1994 | Jason Allison        | London Knights               | OHL   |
| 1992–1993 | Pat Peake            | Detroit Junior Red Wings     | OHL   |
| 1991–1992 | Charles Poulin       | St-Hyacinthe Laser           | QMJHL |
| 1990–1991 | Eric Lindros         | Oshawa Generals              | OHL   |
| 1989–1990 | Mike Ricci           | Peterborough Petes           | OHL   |
| 1988–1989 | Bryan Fogarty        | Niagara Falls Thunder        | OHL   |
| 1987–1988 | Joe Sakic            | Swift Current Broncos        | WHL   |
| 1986–1987 | Rob Brown            | Kamloops Blazers             | WHL   |
| 1985–1986 | Luc Robitaille       | Hull Qlympiques              | QMJHL |
| 1984–1985 | Dan Hodgson          | Prince Albert Raiders        | WHL   |
| 1983–1984 | Mario Lemieux        | Laval Voisins                | QMJHL |
| 1982–1983 | Pat LaFontaine       | Verdun Juniors               | QMJHL |
| 1981–1982 | Dave Simpson         | London Knights               | OHL   |
| 1980–1981 | Dale Hawerchuk       | Cornwall Royals              | QMJHL |
| 1979–1980 | Doug Wickenheiser    | Regina Pats                  | WHL   |
| 1978–1979 | Pierre Lacroix       | Trois-Rivières Draveurs      | QMJHL |
| 1977–1978 | Bobby Smith          | Ottawa 67’s                  | OHL   |
| 1976–1977 | Dale McCourt         | St. Catharines Fincups       | OHL   |
| 1975–1976 | Peter-John Lee       | Ottawa 67’s                  | OHL   |
| 1974–1975 | Ed Staniowski        | Regina Pats                  | WHL   |